# Liudmila Petrushévskaia
Liudmila Petrushévskaia (26 de mayo de 1938, Moscú, Rusia) es una escritora rusa, novelista y dramaturga.

## Biografía
Liudmila Petrushévskaia es la autora más destacada de la literatura rusa contemporánea. Pintora, dramaturga y cantante, ha publicado quince colecciones de relatos y varias novelas, como Tiempo de noche (1992) y Svoi Krug, denuncia de la intelectualidad soviética en la última década de la era comunista. 
Su obra ha sido traducida a más de treinta lenguas y sus piezas teatrales representadas en todo el mundo.

## Premios
- 2003: Premio nacional de las letras rusas.
- 2004: Premio Pushkin y Premio del Estado Ruso para las Artes.
- 2005: Premio Stanislavski.
- 2010: Premio Mundial de Fantasía por Érase una vez una mujer que quería matar al bebé de su vecina.[2][3]

## Edición en español
- Petrushévskaia, Liudmila (2011). Érase una vez una mujer que quería matar al bebé de su vecina. Vilaür: Ediciones Atalanta. ISBN 9788493846602.

- Datos: Q183382
- Multimedia: Lyudmila Petrushevskaya / Q183382